# Franck Matingou
Franck Matingou (ur. 4 grudnia 1979 w Nicei) – piłkarz z Demokratycznej Republiki Konga grający na pozycji pomocnika. Posiada także obywatelstwo francuskie.

## Kariera klubowa
Matingou urodził się we Francji w rodzinie pochodzenia kongijskiego. Karierę piłkarską rozpoczął w klubie FC Martigues i w 1996 roku został członkiem kadry pierwszej drużyny. 8 maja 1997 zadebiutował w Ligue 2 w wygranym 2:1 wyjazdowym meczu z Toulouse FC. W Martigues przez 2 lata rozegrał 29 spotkań.
W 1998 roku Matingou przeszedł do SC Bastia. W nowym zespole po raz pierwszy wystąpił 8 sierpnia 1998 w meczu z Montpellier HSC (2:2). W Bastii sporadycznie grał w pierwszym zespole i zaliczał także występy w amatorskich rezerwach tego klubu. W 2005 roku spadł Z Bastią z Ligue 1 do Ligue 2. Przez 9 sezonów rozegrał w Bastii 91 spotkań.
Od lata 2007 do lata 2008 Matingou nie grał w żadnym zespole. Następnie został piłkarzem Red Star 93, gdzie występował przez rok. Od 2009 roku ponownie pozostaje bez przynależności klubowej.

## Kariera reprezentacyjna
W reprezentacji Demokratycznej Republiki Konga Matingou zadebiutował w 2004 roku. W 2004 roku podczas Pucharu Narodów Afryki 2004 wystąpił we 2 spotkaniach: z Tunezją (0:3) i z Rwandą (0:1). W 2006 roku rozegrał 2 spotkania w Pucharze Narodów Afryki 2006: z Togo (2:0) i z Angolą (0:0). Od 2004 do 2006 roku rozegrał 7 meczów w kadrze narodowej.